# Initrd
Initrd ramdisk或者initrd是指在启动阶段被Linux内核调用的临时文件系统，用于根目录被挂载之前的准备工作。

## 基本原理
同其他Unix系统，Linux首先要将内核載入到内存。initrd通常被壓縮成gzip類型，開機時由bootloader（如LILO、GRUB）來告知核心initrd的位置，使其被核心存取，掛載成一個loop型態的檔案。在2.6版本内核之后出现了initramfs，它的功能類似initrd，但是它基于CPIO格式，无须挂载就可以展开成一个文件系统。

## initramfs 與 initrd
initramfs是initrd的替代品。initrd是一个被加载的块设备，内部有ext2一类文件系统的存在，于是由于Linux内核的缓存机制，其中的内容还会被缓存到内存上，造成一定的内存空间浪费。而initramfs本身就是一个tmpfs的RAM disk，拥有最小化的设计，绕过了缓存机制，也消除了多余的内存占用。
initramfs的生成方式也远比initrd简单。对于initramfs，只需 geninitramfs() { cd "$1"; find . -depth| cpio -o -H newc | ${3-cat}> "$2"; } 就可以利用cpio生成这样一个文件，同时使用一些程序进行压缩（通过额外的管道实现，其中使用cat仅用于无压缩时转发输出，可省去）。对于initrd，则涉及生成一定大小的空文件，然后创建文件系统，挂载并添加文件等等诸多步驟。

## 实现
Linux內核 與 initrd/initramfs 必須儲存在 bootloader 可以存取的位置，通常是在：
- root 檔案系統內
- 一個小的ext4或FAT檔案系統的分割區（通常掛載到 /boot）
- TFTP server內

bootloader 會將內核與 initrd 載入到記憶體中並將 initrd 的位址傳給內核。initrd會被掛載當成 initial root file system。
現在的 Linux 發行版會建立客製化只包含必要元件的 initrd 映像檔，例如只包含 IDE、SCSI、SATA、SAS 以及檔案系統核心模組。

## 更多链接
- A detailed comparison （页面存档备份，存于） of initrd-generating toolkits
- Kernel documentation （页面存档备份，存于） on Early userspace support
- 分析linux initrd文件